# ألفونسو غونزاليس رويز
ألفونسو غونزاليس رويز (بالإسبانية: Alfonso González Ruiz)‏ هو سياسي مكسيكي، ولد في 21 سبتمبر 1959 في ولاية نويفو ليون في المكسيك. انتخب عضو مجلس النواب المكسيك.